# Max Feldbauer
Max Feldbauer (Neumarkt in der Oberpfalz, 14 februari 1869 – Münchshöfen, 20 november 1948) was een Duits kunstschilder. Hij was lid van de kunstenaarsverenigingen Scholle en Münchener Secession, en stichtend lid van de Münchener Neue Secession.

## Biografie
Feldbauer was de zoon van de burgemeester van Neumarkt, Josef Feldbauer. Na het overlijden van zijn vader en vijf jongere broers en zussen, verhuisde zijn moeder met Max naar München. Hier begon hij zijn schildersopleiding aan de Königliche Kunstgewerbeschule München. Reeds tijdens zijn opleiding stapte over naar de particuliere schilderschool van Simon Hollósy, waar hij meer in aanraking met het impressionisme kwam. Aan de Kunstacademie van München vervolgde hij zijn studie bij Otto Seitz, Paul Hoecker en Johann Caspar Herterich. Als jonge academicus leerde hij de grote schilders van München kennen: Franz von Stuck, Wilhelm Trübner, Franz von Lenbach en Franz Defregger. Hij was in 1899 medeoprichter van de kunstenaarsgroep Scholle en leverde bijdragen aan het tijdschrift Die Jugend. In 1908 verliet hij Scholle en sloot zich aan bij de Müchener Secession. In 1913 was hij medeoprichter van de Münchener Neue Secession, waar hij samen met Albert Weisgerber bestuurslid was. In de herfst van 1898 bracht hij enkele weken door in Harburg met Angelo Jank; beide waren paardenliefhebbers.
In december 1899 trouwde Feldbauer met schilderes Elise Eigner uit Fronberg.
Feldbauer was van 1901 tot 1915 leraar aan de Damesacademie van de Münchner Künstlerinnenverein. Van 1912 tot 1922 leidde hij een schilderschool in Mitterndorf. Ook ging hij op reis naar Bretagne, Zwitserland, Tirol, Helgoland en Italië en vestigde zich daarna permanent in Mitterndorf. In 1916 werd hij benoemd aan de Kunstgewerbeschule Dresden en in 1918 aan de Akademie für Bildende Künste Dresden, waarvan hij in 1928 directeur werd. Op laatstgenoemde school gaf hij onder meer les aan Elisabeth Zillich. In 1933, nadat Adolf Hitler aan de macht was gekomen, werd het hem aanvankelijk verboden om zijn werk tentoon te stellen. Feldbauer verhuisde daarop naar München, waar zijn huis in 1944 werd gebombardeerd. Daarna verhuisde hij naar Münchshöfen in de gemeente Oberschneiding, waar hij in 1948 overleed.
In augustus 1944 nam Adolf Hitler hem op op de Gottbegnadeten-Liste, een lijst met de belangrijkste schilders van Nazi-Duitsland.

### Werk
Feldbauer droeg ongeveer 250 werken bij aan weekblad Die Jugend. Hij werd bekend als lid van kunstenaarsgroep Scholle en door zijn deelname aan hun tentoonstellingen in het Glaspalast in München. Hij gaf de voorkeur aan boerentaferelen, afbeeldingen van soldaten en paarden en herbergsferen.
Feldbauer vertelde in de aankondiging van de Gemäldegalerie Dachau voor de eerste solotentoonstelling van zijn werk in 80 jaar:
Ik ben eigenlijk pas in 1904 begonnen met schilderen. Ik denk niet dat de term ‘impressionisme’ juist is; eerder ‘improvisatie’. Ik ging op locatie staan, begon en stopte; meer was het niet. Ik houd niet van fantasie, dus ik hield me afzijdig van compositie: een hoofd, figuur, lichaam en paard waren voor mij meer dan voldoende.

## Werken en tentoonstellingen (selectie)
| Jaar | Werk/tentoonstelling                                | Locatie                    | Prijs/onderscheiding                       |
| ---- | --------------------------------------------------- | -------------------------- | ------------------------------------------ |
| 1908 | Tentoonstellingen met kunstenaarsvereniging Scholle | Glaspalast, München        |                                            |
| 1910 | Speciale tentoonstelling                            | Kunsthandel Brakl, München |                                            |
| 1915 | Tentoonstelling                                     | Dresden                    |                                            |
| 1928 | Prijsvraag voor schilderkunst                       | Amsterdam                  | Gewonnen                                   |
| 1933 | Tentoonstelling grafisch werk                       | Haus der Kunst, München    | Goethe-Medaille für Kunst und Wissenschaft |
| 2015 | Tentoonstelling (postuum)                           | Gemäldegalerie Dachau      |                                            |

## Prijzen en onderscheidingen
| Jaar | Prijs/onderscheiding                              |
| ---- | ------------------------------------------------- |
| 1933 | Beierse Maximiliaansorde voor Wetenschap en Kunst |

## Werken in musea
- Dresden, Gemäldegalerie Alte Meister
- München, Bayerische Staatsgemäldesammlungen
- München, Staatliche Graphische Sammlung
- München, Städtische Galerie im Lenbachhaus
- Regensburg, Museum der Stadt Regensburg
- Regensburg, Ostdeutsche Galerie

## Galerij

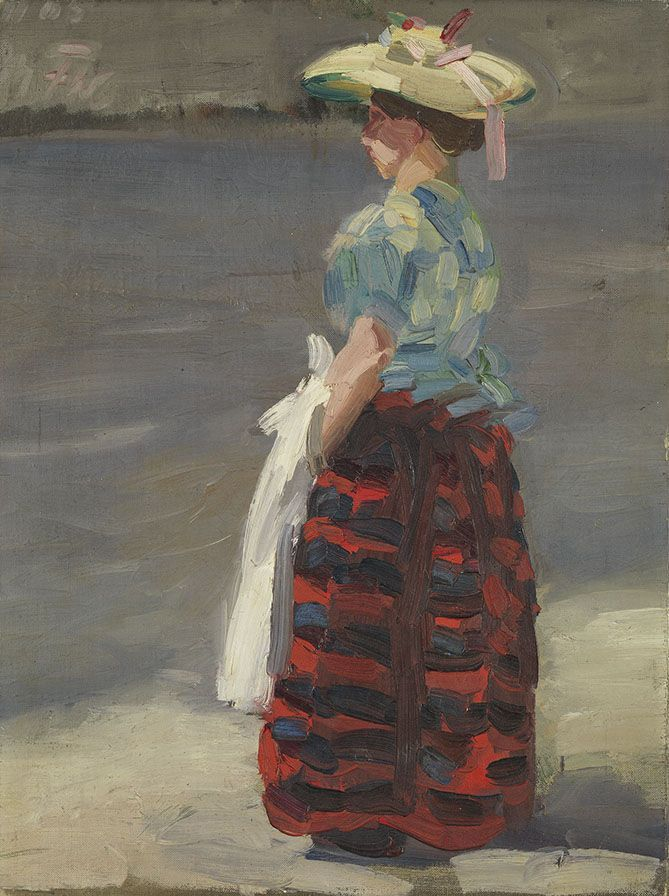
Bauernmädchen (1905)
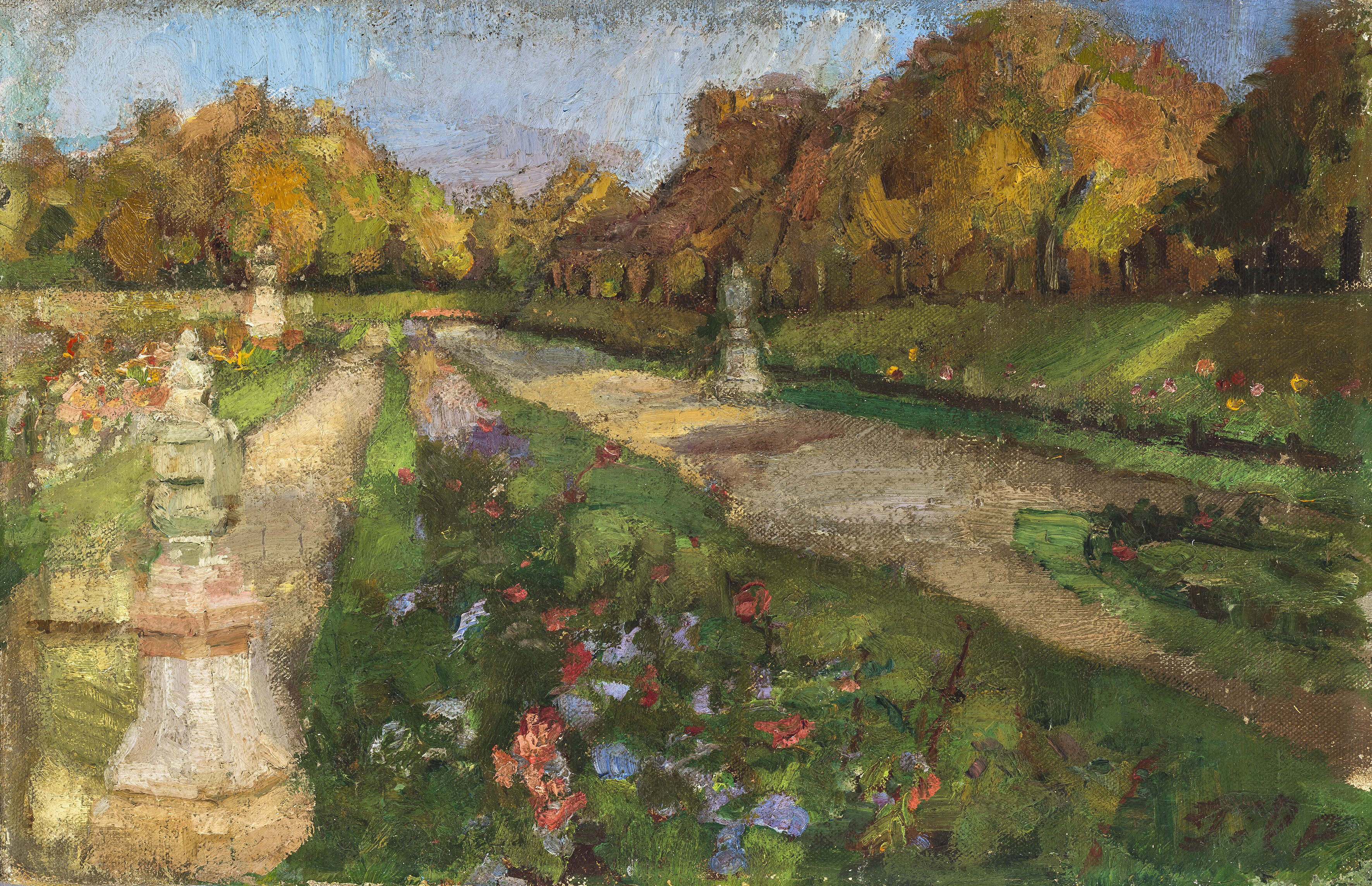
Schlosspark Schleißheim (ca. 1905)
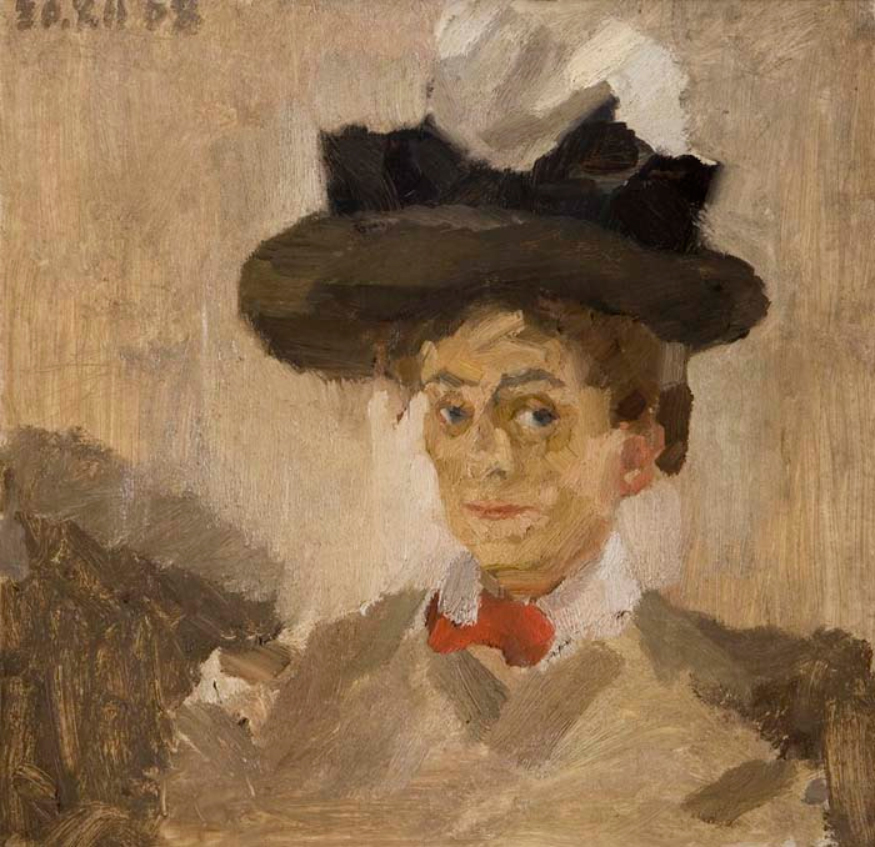
Elise Feldbauer (1908)
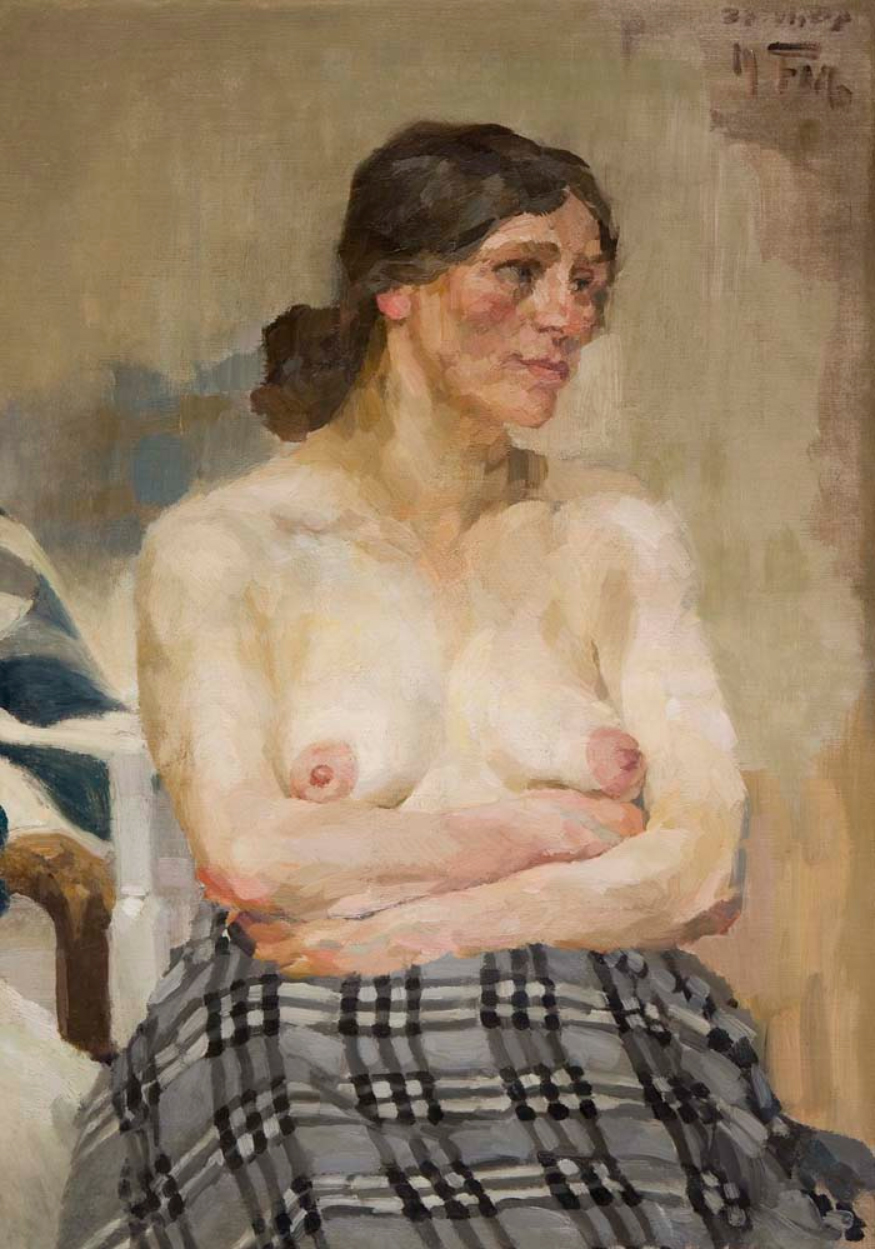
Weiblicher Halbakt (1908)
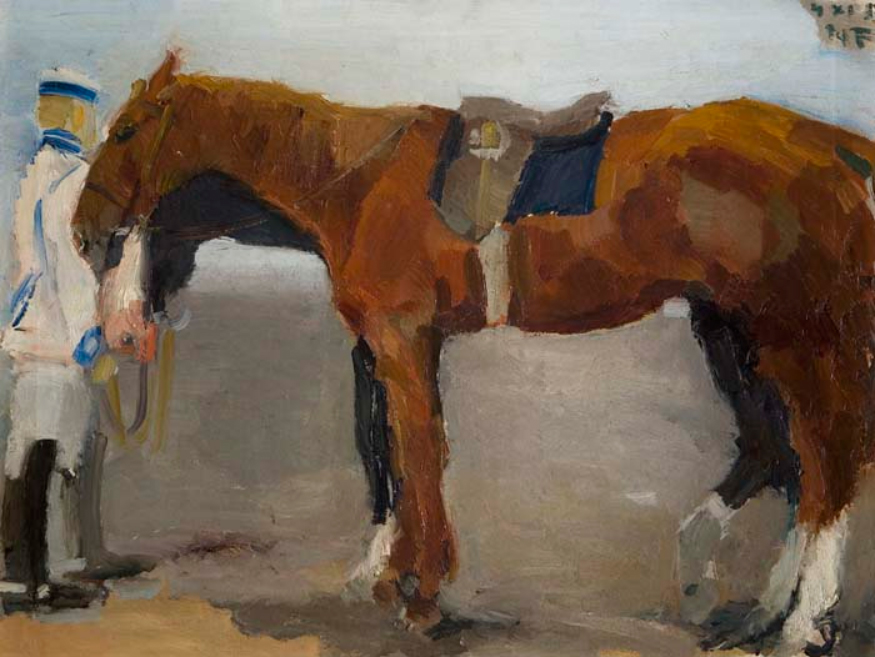
Bayrische Ulanen mit Pferden (1913)
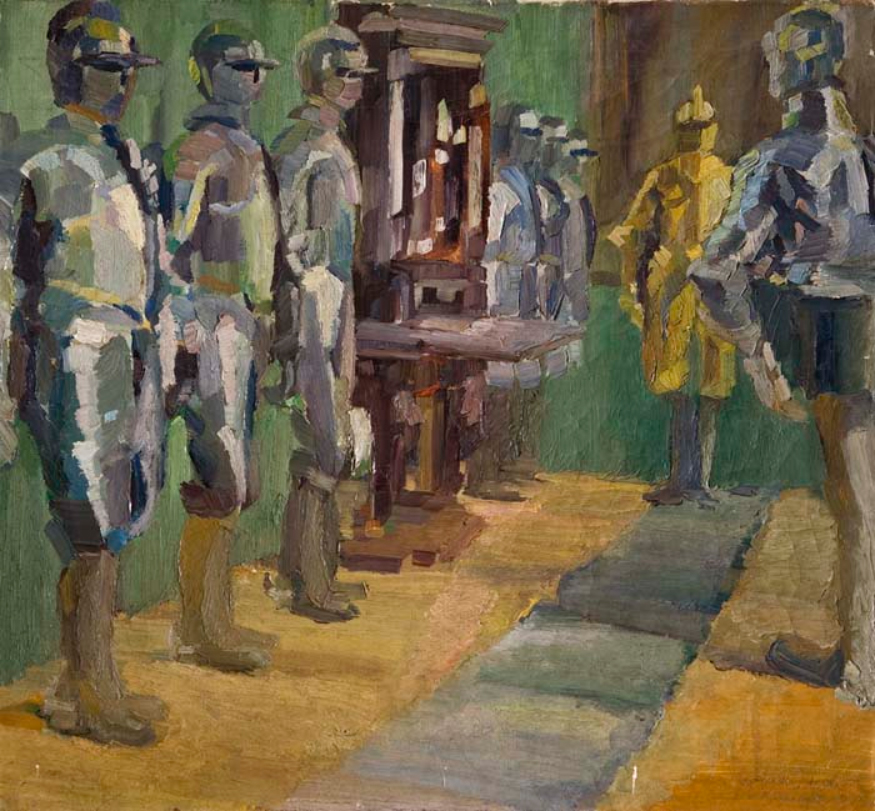
Apell der Geharnischten (1916)
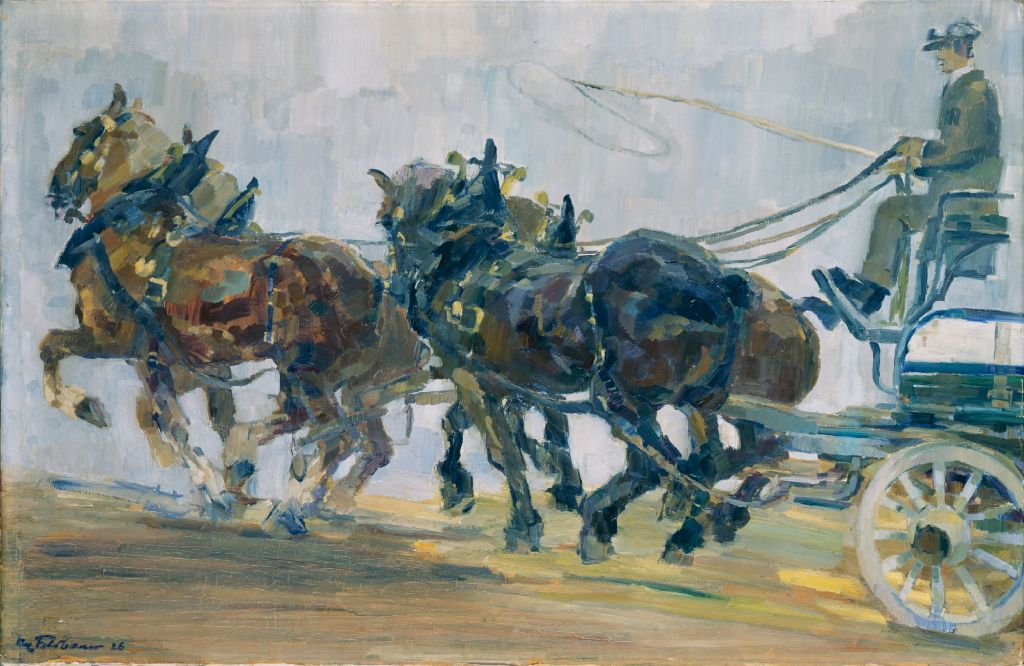
Viererzug im Galopp (1926)
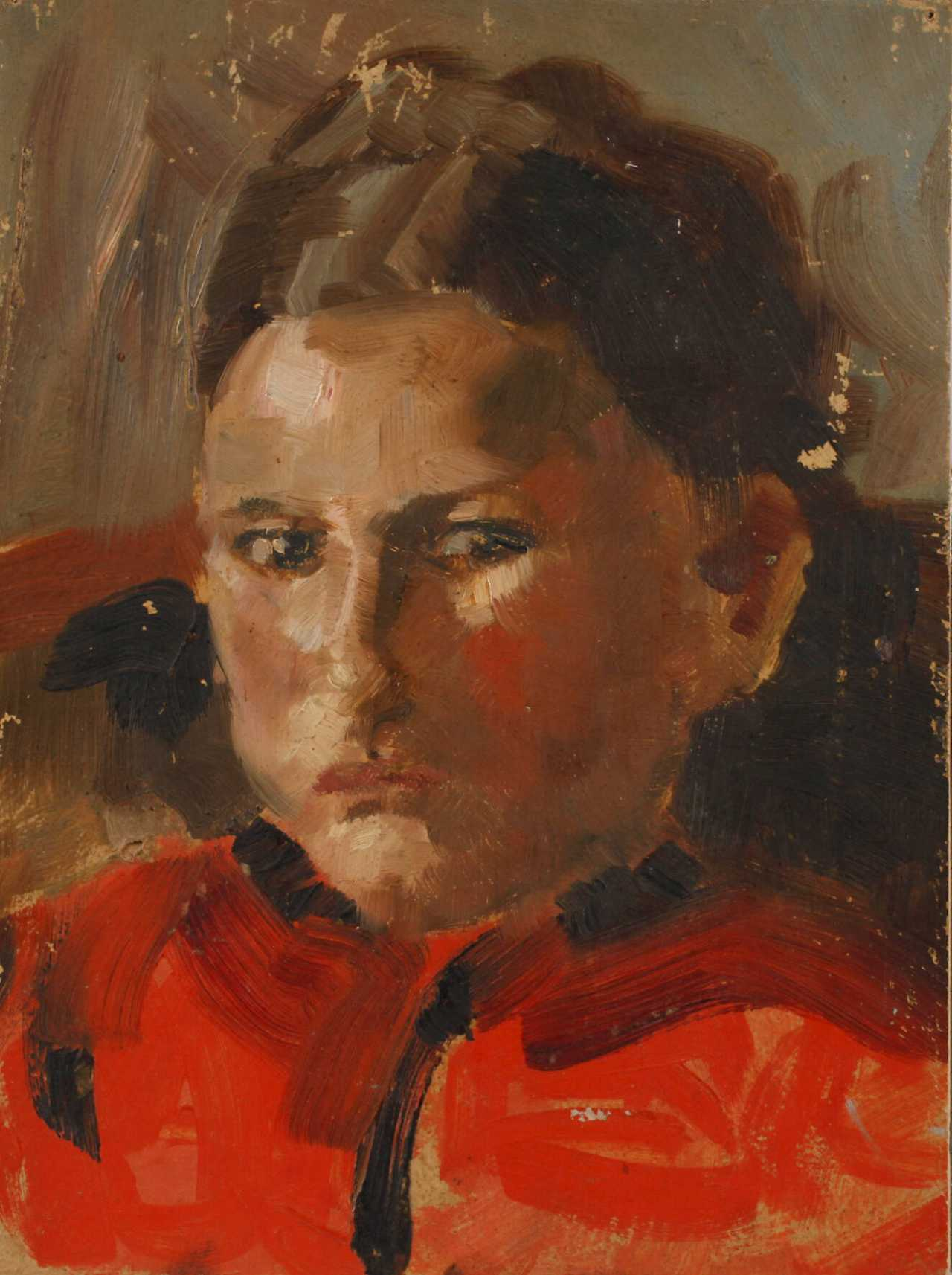
Mädchen mit roter Jacke
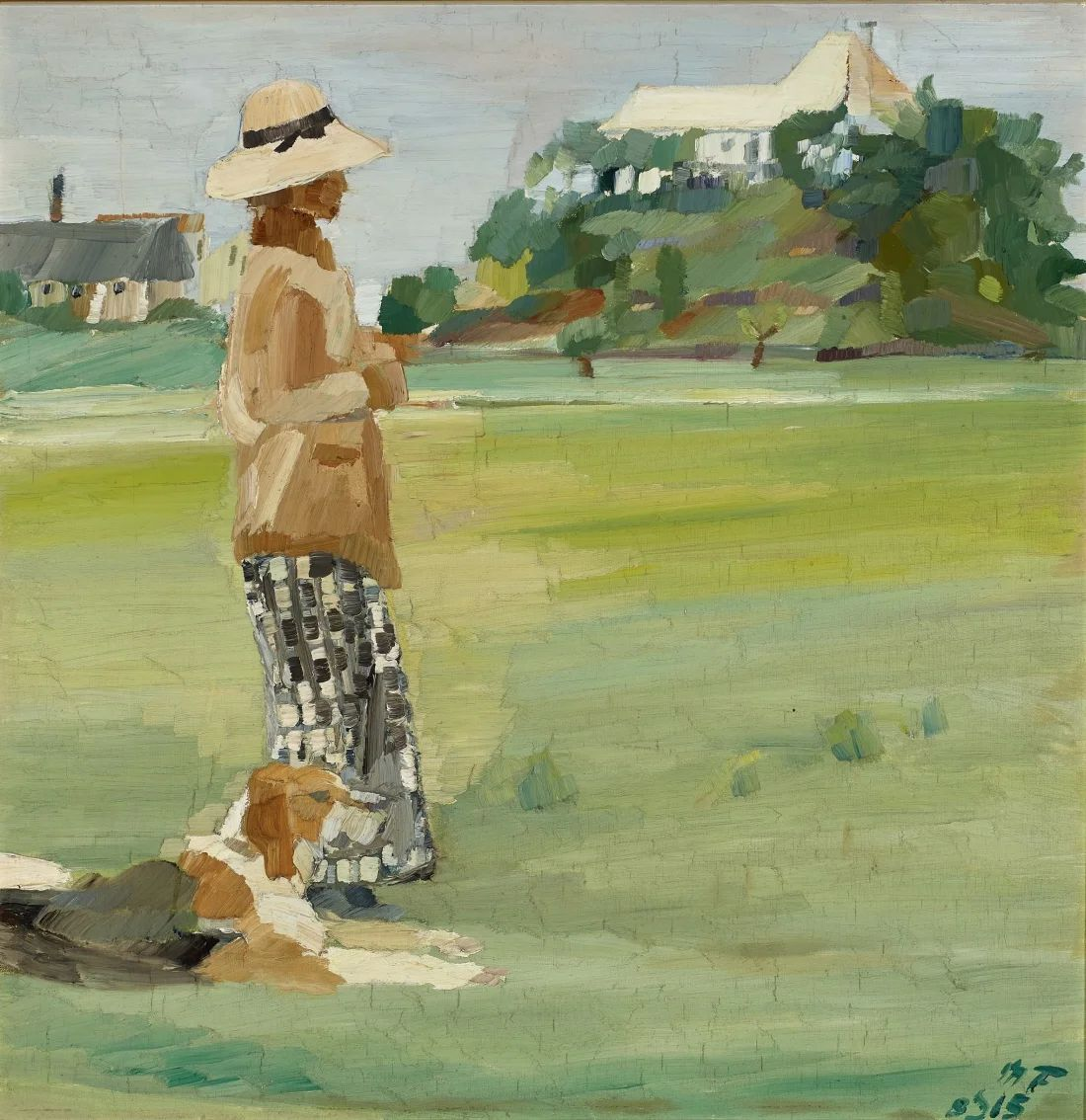
Elise Feldbauer mit Hund